# Uptime
uptime — утиліта в UNIX-подібних системах. Показує таку інформацію: поточний час, час безперервної роботи системи, кількість користувачів, що працюють в цей час часу та середнє навантаження за останні 1, 5 та 15 хвилин.
```
[~]# uptime
03:03:57 up 148 days,  6:59,  1 user,  load average: 2.88, 2.73, 2.65
```

Зазвичай в системному адмініструванні команда використовується для визначення навантаження на сервер, яке можна побачити після слів «load average:». Це усереднена кількість процесів, що знаходились у черзі виконання останні кілька хвилин, що дозволяє оцінити загальне навантаження на систему і не стосується навантаження на процесор.
Цю ж саму інформацію показує команда w в першому рядку.
Іншими часто вживаними командами для знаходження навантаження в UNIX-подібних операційних системах є ps, top, w.
Утиліта uptime з'явилась у 3.0BSD.